# Monika Strauch
Monika Strauch (* 24. März 1941 in Wien; † 27. September 2023) war eine österreichische Schauspielerin.

## Leben
Sie erhielt ihre tänzerische Ausbildung an der Ballettschule von Rudi Fränzl und Schauspielunterricht bei Helmuth Krauss. Bei Fritz Rémond im Frankfurter Theater im Zoo gab sie ihr Bühnendebüt. Als freischaffende Schauspielerin trat sie an zahlreichen Theatern wie dem Theater in der Josefstadt, am Volkstheater Wien, der Wiener Komödie, der Komödie in Frankfurt, der Komödie im Marquardt in Stuttgart, an den Hamburger Kammerspielen, am Theater Die Kleine Freiheit in München und an der dortigen Kleinen Komödie auf.
Strauch agierte dabei vorwiegend in Schwänken und anderen Komödien. Beim Film kam sie meist nur zu kleineren Rollen. 1970 war sie allerdings Hauptdarstellerin in der frivolen Lisa-Film-Produktion Dornwittchen und Schneeröschen. Das ZDF-Fernsehpublikum erlebte sie von 1969 bis 1977 in 97 Folgen der Musiksendung Erkennen Sie die Melodie? als Assistentin von Ernst Stankovski. Daneben arbeitete sie als Moderatorin und Hörspielsprecherin für den Rundfunk. Sie war mit dem österreichischen Moderator und Schauspieler Peter Machac verheiratet, mit dem zusammen sie im Rahmen von künstlerischen und gesellschaftlichen Veranstaltungen häufig zu sehen war.

## Filmografie
- 1959: Immer die Mädchen
- 1961: Vor Jungfrauen wird gewarnt
- 1962: Mit den besten Empfehlungen (TV)
- 1962: Drei Liebesbriefe aus Tirol
- 1962: Das Mädl aus der Vorstadt (TV)
- 1963: Treffpunkt 'Kitz' (TV)
- 1966: Minister gesucht (TV)
- 1967: Die Frau des Fotografen (TV)
- 1968: Immer Ärger mit den Paukern
- 1968: Der Glückselefant (TV)
- 1969: Ein dreifach Hoch dem Sanitätsgefreiten Neumann
- 1970: Dornwittchen und Schneeröschen
- 1970: Der Bettelstudent (TV)
- 1970: Frau Wirtin treibt es jetzt noch toller
- 1973: Hallo – Hotel Sacher … Portier! (Fernsehserie, Folge: Der Manager)
- 1975: Bitte keine Polizei (Fernsehserie, Folge: Russisches Roulette)
- 1975: Ich denk’ mich tritt ein Pferd
- 1977: Graf Yoster gibt sich die Ehre (Fernsehserie, zwei Folgen)
- 1979: Die Protokolle des Herrn M. (Fernsehserie, Folge: Gefährliches Hobby)
- 1982: Ohne Ball und ohne Netz (TV)
- 1988: Anwalt Abel (TV-Serie, eine Folge)
- 1992: Der Struppi ist weg (TV)
- 1992–1993: Die liebe Familie (Fernsehserie, vier Folgen)